# 薬王院 (新宿区)
薬王院（やくおういん）は、東京都新宿区下落合四丁目にある真言宗豊山派の寺院。

## 歴史
同院は鎌倉時代、相模国（現在の神奈川県）大山寺を中興した願行上人によって創建されたといわれる。
その後荒廃したが、江戸時代により実寿上人が中興した。しかし、その後の火災でまたも荒廃し、明治時代になってから再興された。なお、江戸時代までは近隣の下落合氷川神社の別当寺でもあった。
また同院には、鎌倉時代から室町時代の板碑も残されており、歴史的にも貴重である。
昭和に入り、1966年に本山の奈良・長谷寺から牡丹の株を100株ほど譲り受けて植えたのが、同院が牡丹寺と呼ばれるようになったきっかけで、現在では1000株ほどの牡丹が植えられ、4月から5月のシーズンになると多くの見物客が訪れる。その他、しだれ桜やツバキの木も植えられており、季節を問わず花を楽しめる寺院となっている。

## 施設
- 本堂
- 観音堂
- 六地蔵

## アクセス
- 西武新宿線・下落合駅から徒歩5分
- 拝観は日中の時間帯のみ。無料。（牡丹のシーズンも無料）